# وراثت
انتقال صفات از والدین به فرزندان را وراثت می‌گویند.

## ریشه‌شناسی
کلمهٔ وراثت در ابتدا در زمینهٔ وسیع‌تری مورد استفاده قرار می‌گرفت؛ چرا که مرز میان صفات اکتسابی و صفات ژنتیکی به درستی مشخص نبود. این دو تعریف تنها در اواخر قرن نوزدهم از هم جدا شدند.
امروزه وراثت از مباحث علم ژنتیک است.

## تاریخچه
برای نخستین بار، گرگور مندل با پایه‌گذاری قوانین وراثت در قرن نوزدهم میلادی مدلی برای نشان دادن نحوهٔ انتقال صفات از والدین به فرزندان پیشنهاد داد. از آنجا که ماهیت مادهٔ ژنتیکی که عامل انتقال خصوصیات است، در آن زمان مشخص نبود، این پیشنهاد رد شد.
با این حال، هم‌زمان با کارهای مندل، آزمایش‌هایی اهمیت نقش کروموزومها را در انتقال صفات ثابت کرد.
در سال ۱۹۴۳، اسوالد ایوری مولکول دی‌ان‌ای در کروموزوم‌ها را به عنوان ماهیت مادهٔ ژنتیک شناسایی کرد. سرانجام مدل واتسون و کریک در سال ۱۹۵۳ اطلاعات کافی را برای درک و تصحیح قوانین مندل در اختیار دانشمندان قرار داد.

## طرز انتقال صفات
طبق قوانین وراثت، جانداران دیپلویید (همچون انسان)، برای هر صفت خود، ۲ آلل دارند که یکی از آن‌ها را از پدر و دیگری از مادرش دریافت کرده‌اند. در صورتی که این دو آلل یکسان باشند، فرد از نظر آن ژن هموزیگوت، و اگر متفاوت باشند هتروزیگوت است. در این صورت فنوتیپ فرد می‌تواند چندین حالت داشته باشد. به‌طور مثال اگر یکی از آلل‌ها، آلل غالب باشد (یعنی خود را به‌طور کامل بروز دهد) و دیگری مغلوب باشد (اثری از خود ظاهر نکند)، فنوتیپ فرد مربوط به الل غالب خواهد بود. به‌طور مثال، فردی که یک الل A و یک الل O برای گروه خونی خود دارد، فنوتیپ گروه خونی A را خواهد داشت؛ چرا که الل O نسبت به A مغلوب است و بروز نمی‌کند.
همچنین، دو الل ناهمسان می‌توانند همزمان خود را بروز دهند. به این حالت هم‌توانی گفته می‌شود. در این صورت، در فنوتیپ فرد، دو صفت مربوط به هر کدام از دو آلل ظاهر می‌شود؛ همچون فردی که دارای گروه خونی AB است.
حالت دیگری که ممکن است رخ دهد بارزیت ناقص است. در این صورت، فنوتیپ فرد ترکیب و حد واسطی از دو صفت خواهد بود. همچون فردی که یک آلل مربوط به موهای مجعد و یک آلل مربوط به موهای صاف داشته باشد. در این صورت فنوتیپ موهای او موج‌دار خواهد بود.
به‌علاوه، برخی صفات می‌توانند تحت تأثیر چند ژن قرار داشته باشند. این ژن‌ها ممکن است همگی بر روی یک کروموزوم، یا حتی چند کروموزوم مختلف قرار داشته باشند. به این حالت صفات چندژنی می‌گویند. تعیین اثر و سهم هر کدام از این ژن‌ها در فنوتیپی که فرد نشان می‌دهد بسیار دشوار است. طول قد و رنگ مو از جمله این صفات هستند.
به جز مواردی که ذکر شد (که همگی از قوانین مندل پیروی می‌کنند)، صفاتی هستند که از این قوانین مستقل می‌باشند. عامل بروز این صفات در کروموزوم‌های موجود در هسته قرار ندارد؛ بلکه به اندامک‌هایی که سلول تخم از گامت‌ها دریافت می‌کند بستگی دارد.
همچنین، برخی صفات تحت اثر محیط قرار دارند؛ همچون رنگ گلبرگ‌های گیاه ادریسی که در خاک‌های اسیدی آبی، و در خاک‌های بازی صورتی است.

## برای مطالعهٔ بیشتر
- آسیموف، آیزک (۱۳۶۳)، رمز وراثت، ترجمهٔ محمدحسین رجحان‌طلب، تهران: انتشارات دانش امروز